# Moschato (metropolitana di Atene)
Moschato (in greco: Σταθμός Μοσχάτου) è una stazione della linea 1 della metropolitana di Atene.